# Das Rosie-Resultat
 Das Rosie-Resultat (Originaltitel The Rosie Result) ist ein Roman des australischen Schriftstellers Graeme Simsion aus dem Jahr 2019 und der abschließende Teil der Rosie-Trilogie. Im Mittelpunkt stehen ein autistischer Genetik-Professor und seine Familie. Bei den ersten beiden Teilen der Trilogie handelt es sich um The Rosie Project aus dem Jahr 2013 und um The Rosie Effect aus dem Jahr 2014.

## Handlung
Nach einer missverständlichen Vorlesung über die Evolution des Menschen zieht Genetik-Professor Don Tillman mit seiner Frau Rosie und dem gemeinsamen Sohn Hudson von New York City nach Melbourne. Glücklich werden die drei in Australien aber zunächst nicht, obwohl sie sich wieder in der Nähe von Dons Familie in Shepparton befinden. Allerdings glaubt Don seinen neuen Job als wissenschaftlicher Berater nicht gut genug zu machen. Und Rosie droht die Leitung einer Forschungsgruppe über bipolare Störungen zu entgleiten, weil sie sich halbtags um Hudson kümmern muss, der seinerseits einige Problemverhalten zeigt, die seine Lehrer in möglichem Autismus begründet sehen. Man solle ihn zumindest testen lassen. Don nimmt die unbefriedigende Gesamtsituation zum Anlass, seinen Job zu kündigen, um Rosie eine Vollzeitstelle zu ermöglichen und tagsüber für Hudson zu sorgen.
Abends arbeitet Don in der einer Bibliothek nachempfundenen Bar "The Library" und bindet in diese Tätigkeit auch Rosie als Barkeeperin ein, die er zunächst aber nicht bezahlt. Hudson erklärt sich selbst zum Helfer, der den Gästen das Bestellsystem per App erklärt. Er verbringt viel Zeit in der Bar und freundet sich dort mit einem Autisten an.
Don will seinem elfjährigen Sohn Lebenskompetenzen wie Radfahren, Begrüßungsrituale und Schwimmen beibringen, da er befürchtet, Hudson könne ähnliche Schwierigkeiten im sozialen Leben haben wie damals er selbst. Die meisten Kompetenzen erwirbt Hudson aber entweder selbst oder mit der Hilfe anderer Personen. Er tut immer wieder von selbst Dinge, die Autisten gemeinhin nicht zugetraut werden. Um seine sehbehinderte Freundin Blanche kümmert er sich rührend. Obwohl sie ihn aus Eifersucht wahrheitswidrig beschuldigt, eine Taube getötet zu haben, verzeiht er ihr und führt sie bei einem Laufwettbewerb über den holprigen Streckenabschnitt an der Hand, damit Blanche nicht stürzt.
In seiner Rede bei der Schulabschlussfeier gibt Hudson zu, ein Autist zu sein. Er nimmt jedoch für sich in Anspruch, den Beweis erbracht zu haben, sich sozial verhalten und um Menschen kümmern zu können. Später möchte er sich als Anwalt für die Belange benachteiligter Menschen einsetzen.
Nach Hudson spricht Blanche: Sie erzählt dem Publikum, dass sie beim Augenarzt war und sich außerdem hat impfen lassen. Ihr Vater Gary, ein Homöopath, ist davon nicht begeistert. Da er davon ausgeht, dass Hudson dahintersteckt, beleidigt er den Jungen nach der Schulveranstaltung. Um eine Eskalation zu vermeiden, muss Don Gary mit einer Kampftechnik zu Boden bringen.
Don erkennt schließlich ebenfalls, dass er autistisch veranlagt ist. Er steht fortan dazu, ein "Aspie" zu sein, was ihn nach dem Vorbild Hudsons nicht davon abhält, in persönlichen Angelegenheiten über seinen Schatten zu springen. Erst verzeiht er einem alten Freund und dann auch der Studentin, die ihm mit ihrer Frage zur Entwicklung des Menschen eine Falle gestellt hatte.

## Rezeption
Für den Borromäusverein schöpft das Rosie-Resultat seine Legitimation nicht nur daraus, der dritte Teil einer Trilogie zu sein. Für diejenigen, die die ersten beiden Romane über Don und seine Familie gelesen hätten, sei der Roman zwar ein unbedingtes Muss, für alle anderen aber ebenso eine Bereicherung. Laut Borromäusverein gelingt es Simsion, für Respekt vor dem Anderssein zu werben, ohne belehrend daherzukommen. The Independent nennt das Buch einen tapferen und lustigen Abschluss einer außergewöhnlichen Trilogie. Simsion lasse seine Figuren die Frage diskutieren, ob man Autisten behandeln müsse und entscheide sich als Autor auch für eine Sichtweise, ohne sie jedoch als allgemeingültig darzustellen. Das auf Autismus spezialisierte Internetportal Spectrum distanziert sich hingegen von den autistischen Figuren: Don ähnele Sheldon aus Big Bang Theory; die Nebenfigur Liz solle wohl die Neurodiversitätsbewegung verkörpern, sei aber sehr spalterisch angelegt. Die Deutsche Presse-Agentur ist gnädiger mit den Figuren: "Im «Rosie Resultat» hat man nichts Böses zu befürchten. Es gibt viel zu lachen, nette Menschen und einige Überraschungen."

## Ausgaben
- Graeme Simsion: "The Rosie Result". Text Publishing, Melbourne 2019, ISBN 9781925774283.
- Graeme Simsion: "Das Rosie-Resultat". Übersetzung Annette Hahn. Fischer Krüger, Frankfurt a. M. 2020, ISBN 9783810530660.